# Morgade
Morgade is een plaats (freguesia) in de Portugese gemeente Montalegre en telt 275 inwoners (2001).